# Chrysler Neon
Plymouth/Dodge Neon — компактный автомобиль, продававшийся в Европе, Мексике и Канаде под именем Chrysler Neon, а под своим первоначальным названием только в США. Данный переднеприводной автомобиль был представлен компанией Chrysler в январе 1994 года как модель 1995 года под брендами Dodge и Plymouth, входившие в Chrysler Corporation. Под именем Chrysler модель экспортировалась в Японию, Европу и Австралию, где Chrysler был первым брендом из корпорации начиная с 1981 года. А в Мексику, Канаду и Египет модель уже шла под именами Plymouth и Dodge. Данный автомобиль заменил целую линейку предыдущих моделей: Dodge Shadow, Plymouth Sundance & Duster и Dodge & Plymouth Colt. А 2-дверный купе заменил Plymouth Laser в линейке Plymouth. Neon получил огромное количество версий и модификаций в течение своего производства, которое окончилось 23 сентября 2005 года.

## Первое поколение
Первое поколение Neon было представлено в январе 1994 года и выпускалось до августа 1999 года. Модель была доступна в виде четырёхдверного седана и двухдверного купе. Были доступны варианты SOHC и DOHC четырёхцилиндрового двигателя от Chrysler объёмом 2,0 л., выдающим 132 л.с. (98 кВт) при 6000 об/мин и 175 Н/м при 5000 об/мин для версии SOHC и 150 л.с. (110 кВт) при 6500 об/мин и 180 Н/м при 5600 об/мин для DOHC. Для моделей был доступен 3-ступенчатый автомат от Torqueflite и 5-ступенчатая МКПП.
Автомобиль продавался также под ребрендингом под именем Dodge и Plymouth в США и Канаде. А в Мексике, Европе, Австралии и других крупных экспортных рынках автомобиль продавался под именем Chrysler Neon. Во время выпуска Neon президент Chrysler Corporation Роберт Луц сказал, "Старики говорят в Детройте: «Быстрый, хороший и дешёвый. Возьми себе два.» «Мы (Компания) отказываемся принять это.» Японская пресса окрестила Neon «Японским автоубийцей», так автомобиль стоил слишком дёшево по отношению к японским автомобилям того же класса. Neon получил похвалу, призы и мощь в результате победы в соревновании против Honda Civic DX (102 л.с.), Honda Civic EX (127 л.с.), Nissan Sentra (115 л.с.), Ford Escort ZX2 (130 л.с.), Toyota Corolla 115 л.с. и Chevrolet Cavalier Base и LS моделей (120 л.с.). В результате тестов двигателя DOHC с 5-ступенчатой МКПП на Neon R/T, гонщик сообщил, что он разгоняется до 100 км/ч за 7,6 секунд. Первое поколение Neon также участвовало в SCCA в виде автокросса и гонках «showroom-stock road».

### Оснащение
Модели Neon не имели традиционный набор дополнительных опций, включая отсутствие электрических стеклоподъёмников сзади. Обычная окраска базовых моделей Neon включала красный и чёрные цвета. Бампера окрашивались в цвет кузова. Бампера по своей структуре не глянцевые как краска кузова, а текстурированная, что позволяет сопротивляться сколам и царапинам и другим видимым повреждениям. Модели средней комплектации в 1995 и 1996 годах оснащались колёсными колпаками с дизайном пузырей. В начале, модели Neon были доступны во многих цветах кузова, включая Nitro yellow-green, Lapis Blue, Aqua и Magenta, однако к 1998—1999 году основной цвет кузова стал более обычным, так как большинство покупателей выбирало традиционные цвета.
На австралийском рынке Chrysler Neon представляли две модификации: SE и более классный LX. Позднее модели LX были заменены на LE с обновлением в 1999 году. В США линейка продавалась в трёх комплектациях Base, Highline и Sport, включая различный стиль и опции для каждого комплекта. Но стоит отметить, что название линеек модели периодически менялись (К примеру: другие название были Expresso, SE, ES, SXT, ACR и R/T). В Европе автомобиль был доступен с 1,8 л. двигателем. Европейский рынок получил только одну ограниченную модель — CS, имевшую одну кузовную окраску под платину (Platinum). Модель оснащалась SOHC двигателем мощностью 131 л.с. (98 кВт), специальной подвеской с американской R/T (ниже на 3,5 см сзади и 2,7 см спереди относительно обычной версии), задним спойлером, уникальными легкосплавными дисками, кожаным салоном, двойным стальным выхлопом, 6CD-Changer’ом и укороченной 5-ступенчатой механической коробкой передач.

### Комплектации

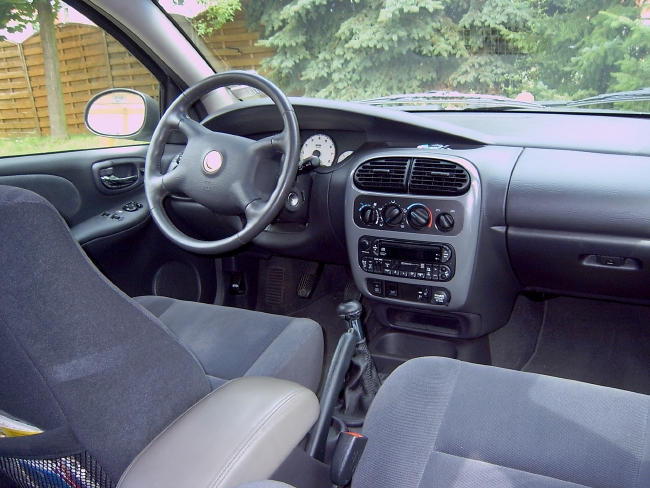
Европейский Chrysler Neon 2000 LE. Панель приборов.

Plymouth Neon: 1995—1999
- base — 1995
- Highline — 1995—1999
- Sport — 1995—1996
- Expresso — 1996—1999
- EX — 1998—1999
- ACR — 1995—1999
- Style — 1998—1999

Dodge Neon: 1995—1999
- base — 1995
- Highline — 1995—1999
- Sport — 1995—1999
- EX- 1998—1999
- ACR — 1995—1999
- R/T — 1998—1999

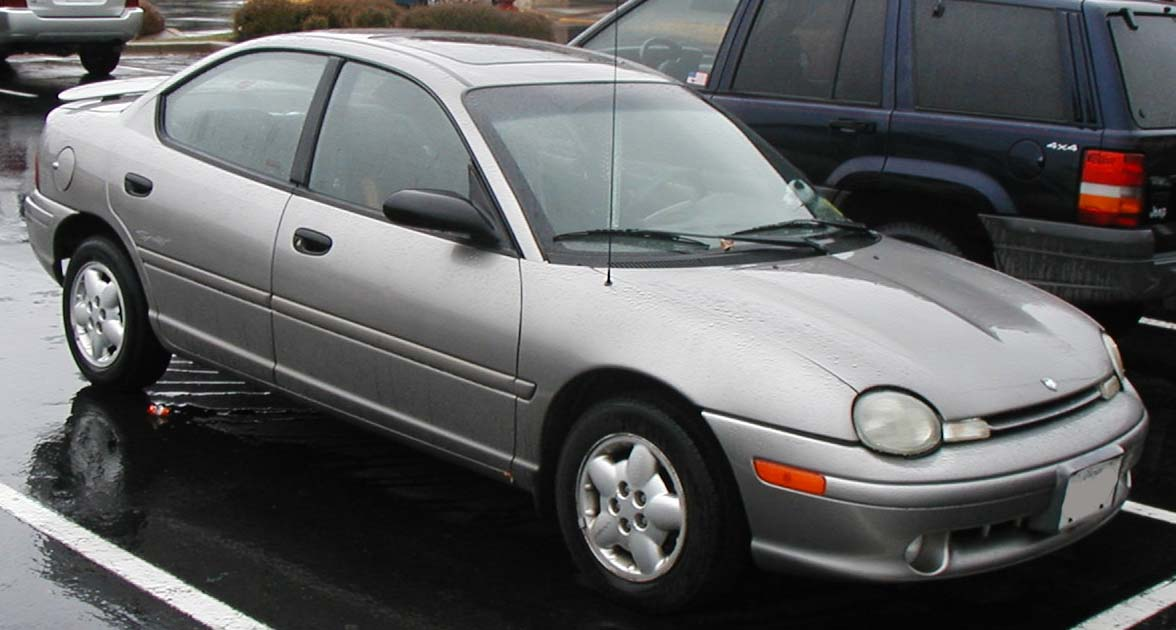
Седан 1995-99 Dodge Neon для США.

Chrysler Neon (США/Канада): 2000—2002
- LE — 2000—2002
- LE «Limited Edition» — 2001 (Для правосторонних рынков с АКПП)

Chrysler Neon (Europe): 1995—1999
- LE — 1995—1999
- LX — 1995—1999
- SLX — 1997
- GLX — 1997—1999
- CS — 1998

### Специальные версии

#### ACR
ACR Neon был доступен как с SOHC, так и с DOHC двигателем и оснащался дисковыми тормозами на все колёса, телескопическими распорками от Arvin для моделей 1995-96 годов и настраиваемыми амортизаторами Koni для моделей 1997—1999 годов. В стандартное оснащение шли антикренные опоры, улучшенное рулевое управление, улучшенные ступицы передних колёс и 5-ступенчатая механическая коробка передач с короткими передаточными числами для быстрого разгона. С 1995 по 1997 годы модели оснащались специальным заваленным углом колёс. Ограничитель скорости был убран на моделях ACR 1995 года (с лимитом до 217 км/ч (135 миль/ч). Также была удалена система ABS для уменьшения веса. Модели ACR не оснащались специальной эмблемой для отличия от стандартных моделей Neon. Единственные видимые изменения находятся в переднем бампере, где отсутствуют противотуманные фары, а также отсутствуют боковые молдинги. В 1995 году модель ACR стала членом SCCA, но публике была представлена позднее. Название «ACR» означает внутренний код — «Competition Package», хотя данное название так и не прижилось. Другое название или бэкроним — «American Club Racer» стало более популярным.

#### R/T
Модификация R/T (Road/Track) дебютировала в 1998 году. Оснащалась только конфигурацией из 5-ступенчатой механической коробки передач и DOHC двигателем. R/T получила много механических особенностей от ACR, включая более короткую по соотношению (3,94) 5-ступенчатую МКПП, с .81 5-й передачей и ограничением в 135 миль/час. Однако R/T разрабатывалась для улицы с комфортом и удобством в стандартном оснащении. Были убраны специальные амортизаторы от ACR, и несмотря на то, что на R/T стояли стандартные передние пружины и амортизаторы, автомобиль был жёстче в отличие от стандартного Neon. Модели R/T опционально оснащались полосками на крыше, серебряным значком «R/T» на передних дверях и на передней панели справа. Специальная опция «Stripe Delete» была доступна с завода, не входившая в цену Neon. Все модели R/T (чёрные, красные, синие) имели серебряные полосы, за исключением белых R/T, которые оснащались тёмно-синими полосками. Кроме того была выпущена ограниченная серия 4-дверных моделей.

## Второе поколение
Продажи модели второго поколения стартовали с модельного ряда 2000 года и закончились с модельным рядом 2005 года. Второе поколение Neon было доступно только в кузове 4-дверного седана. На некоторых крупных рынках продаж, включая в США, был доступен только один двигатель — 2,0 л. SOHC, выдающий 132 л.с. (92 кВт). Кроме того, была доступна специальная конфигурация двигателя Magnum (активным впускным коллектором), позволяющий двигателю выдавать 150 л.с. (110 кВт). Оба двигателя имели красную отсечку в районе 6762 об/мин.
Второе поколение более изящное, чем модели первой волны. В рекламной кампании Neon второго поколения отмечалось более чем 1,000 изменений в отличие от оригинальной версии. Бескаркасные двери были заменены на полностью рамные. Были произведены доработки в плане шума, вибрации и жёсткости кузова. Новый салон и увеличенный размер кузова добавили вес автомобилю. Двигатель DOHC (кодовое обозначение у Chrysler ECC) стал больше доступен.
В 2000 году специальная версия R/T вернулась после годового перерыва. R/T оснащалась новым двигателем SOHC Magnum: объёмом 2,0 л. и мощностью 150 л.с. (110 кВт); 16-дюймовыми дисками, спойлером, двумя хромированными трубами выхлопа, более отзывчивым рулевым управлением и жёсткими пружинами. Модели R/T 2001 и 2002 годов имели тонко прилегающий спойлер в стиле акулы (hammerhead). С 2000—2003 годов R/T стала продаваться Chrysler в Европе. Кроме того, на Neon был доступен спортивный пакет для моделей 2001 года. Данная серия выпускалась в честь возвращения марки Dodge в гонки NASCAR. Пакет основывался на модели R/T, имел 16-дюймовые колёса и пружины от R/T, резину Goodyear NASCAR с жёлтыми буквами, наклейки 'Dodge Motorsports' по бокам, белую комбинацию приборов и рулевое управление от R/T. Визуально, Neon в спортивном пакете был похож на R/T, за исключением отсутствия двойного выхлопа, занижением как у R/T, противотуманных фар и эксклюзивного бампера как у модификаций R/T. Модели Sport оснащались обычным двигателем мощностью 132 л.с. (98 кВт), но также был доступен выбор в пользу автоматической трансмиссии (в отличие от R/T, шедшей с МКПП). 2001 год стал последним для Plymouth Neon и всего бренда Plymouth. Plymouth Neon стал последним Plymouth, который когда-либо выпускался. Этот последний серебряный 4-дверный седан сошёл с завода 28 июня 2001 года.
Бывшие Dodge и Plymouth Neon недолго продавались под именем Chrysler в Канаде с 1999 по 2002 годы, до того как был переименован в Dodge SX 2.0 с 2003 года. В Европе, Мексике, Австралии и Азии автомобили продавались под именем Chrysler, Dodge и Plymouth, как в своё время первое поколение продавалось за пределами США в Канаде. Кроме того, как и 2,0 л. двигатель, так и 1,6 л. Tritec двигатель использовался на Neon, который также устанавливался на MINI вплоть до 2007 года. 1,6 л. двигатель — это уменьшенный 2,0 л. SOHC двигатель, разработанный Chrysler, но собранный Tritec.
Обычно, второе поколение Neon оснащалось 5-ступенчатой механической коробкой передач, используемой в модификации ACR ранее с улучшенными передаточными соотношениями. Однако, это привело к большей шумности автомобиля на трассе, что в конечном итоге привело к восстановлению оригинальных передаточных чисел. 4-ступенчатая АКПП (41TE) стала доступна на Neon для 2002-05 модельные года, заменив 3-ступенчатый автомат (31TH).

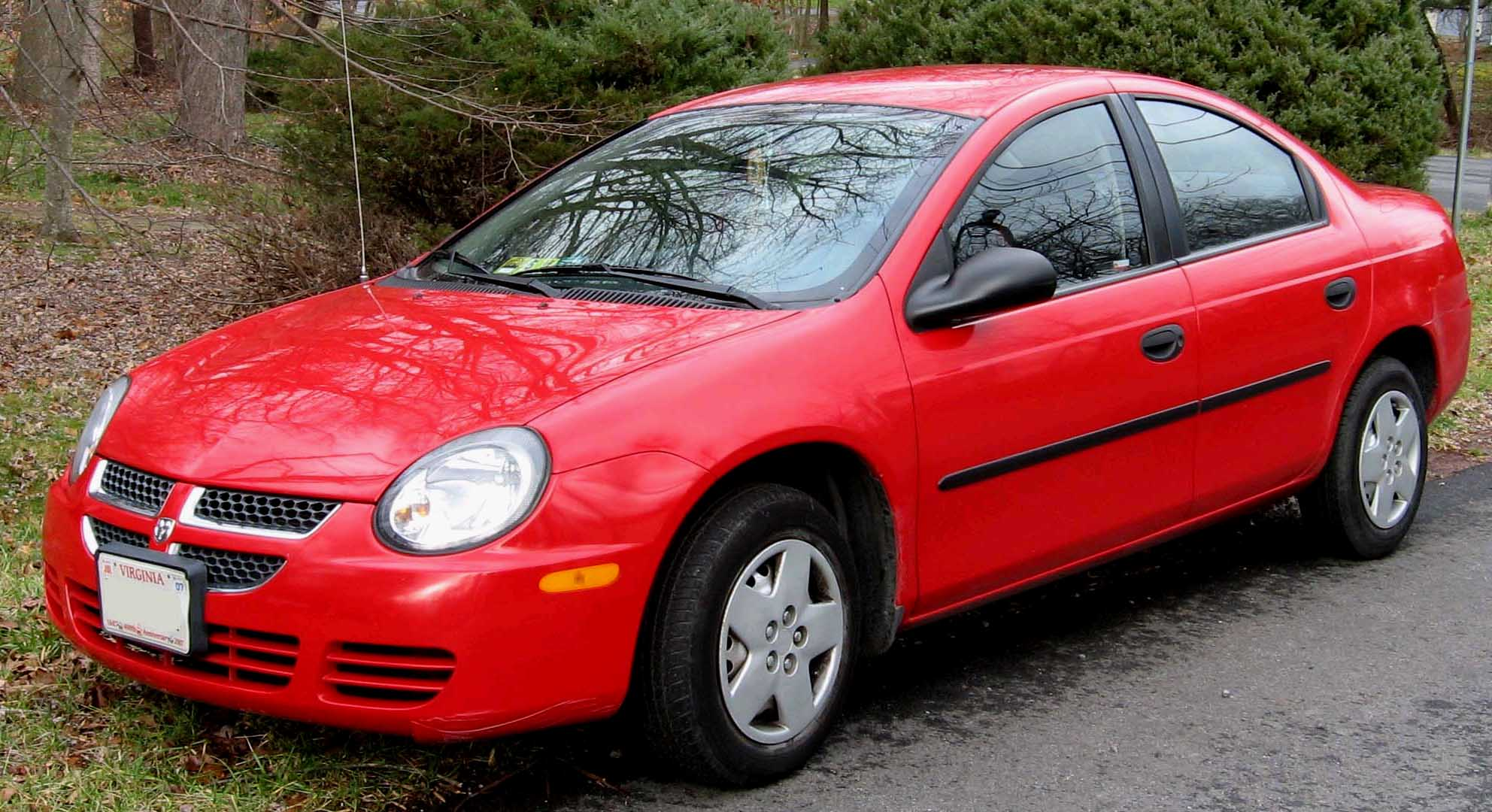
2003-2005 Dodge Neon для США.

В Канаде название Neon Было заменено на SX 2.0 в 2002 году. В Австралии, Канаде Chrysler Neon прекратил продаваться в 2002 году. В 2002 году была слегка обновлена, получив передний бампер как у моделей R/T и ACR, за исключением добавления нижней юбки на бампер. Neon получил ещё одно обновление переда автомобиля в 2003 году с добавлением новых фар и новой решётки радиатора. Модели ACR прекратили выпускаться в 2003 году, модели R/T в 2004 году. Chrysler Neon продавался в Европе до 2004 года.
В Бразилии Neon относился к среднеразмерным люксовым седанам. В Мексике он конкурировал с Ford Escort и продавался Chrysler и с 1,6 л., и с 2,0 л. двигателем, кроме того задние фары поворотников были в Европейском стиле — жёлтыми. Только модели R/T, маркировались как Dodge и имели оригинальные красные лампы поворотников.
В Голландии Neon продавался очень успешно, чем на всём остальном континенте. Комплектации тут были либо 2,0 LX, либо 2,0 SE. Однако, было слишком много серых импортных версий из Мексики.

### Комплектации
Dodge Neon: 2000—2005
- Highline — 2000—2001
- ES — 2000—2002
- SE — 2001—2005
- R/T — 2001—2004
- Motorsports Edition — 2001
- ACR — 2002
- base — 2002

- S — 2002
- SST — 2002
- SXT — 2002—2005
- SRT-4 — 2003—2005

Plymouth Neon: 2000—2001
- Highline — 2000—2001
- LX — 2000—2001

Chrysler Neon: 2000—2004 (Европа)
- R/T — 2000—2003
- LX — 2000—2004
- SE — 2000—2003

Chrysler Neon: 2000—2004 (Канада)
- LE — 2001 Limited Edition
- SE — 2000—2004

## Последние годы производства
DaimlerChrysler прекратил выпуск автомобиля Neon 23 сентября 2005 года. Последние машины сошли с конвейера на заводе в Белвидер (Иллинойс). Весной 2006 года Neon был замен на новую модель Dodge Caliber модельного ряда 2007 года, разработанную совместно с компанией Mitsubishi Motors на базе GS platform. Как и Neon, Caliber имел вариант SRT-4. Обе новые модификации, правда, имели совершенно разные двигатели. После окончания производства завод в Белвидере, (Иллинойс) перешёл на сборку Jeep Compass и Patriot.
На рынках в Австралии линейка моделей была ограничена модификациями 2.0 LX или 2.0 SE.

## Безопасность
Первое поколение Neon получило отметку «Poor» (низкий) во время фронтальных Краш-тестов, проводимых Insurance Institute for Highway Safety. Второе поколение Neon получило оценку выше «Marginal» (выше низкого). Кроме того, второе поколение получило отметку «Poor» за боковой краш-тест. (Данное Агентство выставляет четыре отметки: «Poor», «Marginal», «Acceptable» и «Good»). Только у Chevrolet Cavalier оценки ещё хуже в категории компактных автомобилей в 2005 году, чем у Neon. Остальные автомобили выпущенные с 2000 по 2005 год также получали рейтинг «Poor», так как автомобили не оснащались боковыми подушками безопасности. Такие оценки получили: Ford Focus, Toyota Corolla, Toyota Prius, Mitsubishi Lancer и Chevrolet Cobalt. Ни одна компактная машина того времени без боковых подушек безопасности не достигла отметки выше, чем «Poor».
В 2005 году, данный институт провёл тест 14-и компактных автомобилей, сталкивая их с SUV’ами. Среди всех автомобилей, Neon показал себя хуже других. IIHS описывал Neon как: «…огромные проблемы в структуре автомобиля. Этот автомобиль разочаровывает, кузов — не крепкий… Если бы в автомобиле был реальный водитель во время настоящей аварии, он бы вряд ли выжил…. поэтому безопасность в этой модели не главное, Neon не стремился к безопасности, избегайте его.»
Второе поколение автомобилей Neon во время лобовых краш-тестов получило отметку «Poor».
Смерть водителя слишком высока заявлял данный институт. Среди всех 14-и компактных автомобилей того времени, Neon входит в группу «Высокой смерти для водителя». Стоит отметить, что за всё время в США за рулём Neon погиб 161 водитель на миллион выпущенных автомобилей, в то время как средний уровень смертности в компактном классе 4-дверных авто 103 водителя. Другие компактные автомобили были ещё хуже: у Acura RSX 202 смертей водителей, у хетчбэка Kia Spectra 191, а у Mitsubishi Eclipse 169.